# آیمر سوبلدیا
آیمر سوبلدیا (اسپانیایی: Haimar Zubeldia‎؛ زادهٔ ۱ آوریل ۱۹۷۷) دوچرخه‌سوار اهل اسپانیا است.
از باشگاه‌هایی که در آن رکاب زده‌است می‌توان به تیم ترک-سگافردو، ایوسکالتل-ایوسکادی، تیم آستانه، و تیم ریدیوشک اشاره کرد.